# Conzattia
Conzattia là một chi thực vật có hoa trong họ Đậu.